# Rochlov (zámek)
Rochlov je zámek ve stejnojmenné vesnici severozápadně od Nýřan v okrese Plzeň-sever. Zámecký areál je chráněn jako kulturní památka.

## Historie
Stavitelem barokního zámku se v roce 1711 stal František Vilém Údrčský z Údrče, který díky sňatku s Karolínou Henigarovou sjednotil rozdělené panství. Po nich se majitelé často střídali. V roce 1882 ho zdědil Dr. Julius Hofman, který nechal upravit fasády, krovy a zejména v průčelí přistavět klasicistní rizalit. Po druhé světové válce byl zámek zestátněn a jako sídlo státního statku postupně chátral.

## Stavební podoba
Jednopatrová zámecká budova s valbovou střechou a klenutým přízemím má obdélný půdorys. Stojí uprostřed nepravidelného hospodářského dvora, v jehož areálu jsou kromě samotného zámku památkově chráněny také nejspíše barokní sýpka a přilehlý zámecký park. Ostatní klasicistní hospodářské budovy byly postaveny nejpozději na přelomu devatenáctého a dvacátého století.